# Sazae-san
Sazae-san (яп. サザエさん Садзаэ-сан) — комедийная манга-«ёнкома», созданная Матико Хасэгавой. Главная героиня произведения — домохозяйка Садзаэ Исоно, живущая традиционной семейной жизнью японской женщины и ежедневно сталкивающаяся с трудностями и испытаниями. Сюжет манги строится вокруг трёх поколений одной семьи, которые живут в одном доме в районе Сэтагая на западе Токио.
Первая глава была опубликована в апреле 1946 года в японской газете «Фукунити симбун» (яп. フクニチ新聞 Fukunichi Shimbun). Затем Хасэгаву пригласили в «Асахи симбун», поэтому в 1949 году автор переехала в Токио и начала рисовать мангу уже в этом городе, туда же переместив место действия своей работы. В манге описывались события, происходящие в современном Токио. Она печаталась вплоть до выхода Хасэгавы на пенсию в 1974 году, став одним из наиболее продолжительных и старейших японских комиксов. Награждена премией издательства Bungeishunju. Это первая популярная манга, нарисованная женщиной. Согласно опросу, проведённому в 2007 году Агентством по делам культуры, занимает 34-е место среди лучшей манги всех времён.
Отдельными томами Sazae-san печаталась издательством «Симаися» (яп. 姉妹社), основанным Хасэгавой вместе с сестрой. После закрытия компании в апреле 1993 году манга также пропала из печати, но в том же году права на публикацию были приобретены «Асахи симбун». Отдельные тома были изданы в США американским подразделением Kodansha.
С 5 октября 1969 года выходит аниме-экранизация Sazae-san, выпуск которого продолжается до сих пор. К 2023 году вышло уже более 8540 серий, это самое продолжительное аниме в истории.

### Значение
У данного тайтла существует огромная фан-база в Японии, что привело к созданию целого музея - Художественный музей Хасэгавы Матико в районе Сэтагая.